# Piégeur
Pour les articles homonymes, voir Trapster.
Peter Petruski, alias le Piégeur (« The Trapster ») est un super-vilain évoluant dans l'univers Marvel de la maison d'édition Marvel Comics. Créé par le scénariste Stan Lee et le dessinateur Jack Kirby, le personnage de fiction apparaît pour la première fois en tant que Peter Petruski dans le comic book Strange Tales #104 en janvier 1963, et en tant que Piégeur dans Fantastic Four #38.
Le Piégeur est l'un des super-vilains créée lors de l'âge d'argent des comics de Marvel.

## Biographie du personnage

### Origines
Peter Petruski est un criminel professionnel surnommé « Pete Pot-de-colle ». Alors qu'il travaille comme chimiste, il invente un adhésif multi-polymère extrêmement puissant et met cette découverte au service du crime.

### Parcours
Armé d'un pistolet à colle, il va jusqu'à s'emparer d'un missile américain top-secret. Plusieurs fois mis en échec par la Torche Humaine qui l'empêche de vendre des secrets aux soviétiques, il reste en conflit permanent avec les Quatre Fantastiques.
Pour se débarrasser de son ennemi, il s'allie avec le Sorcier. Le duo échoue et Petruski est incarcéré.
Il fournit plus tard aux Vengeurs un dissolvant contre l'Adhésif-X du Baron Zemo, à la suite de quoi il est libéré sur parole.
À sa libération, il utilise son argent pour louer une usine de colle et crée des produits de plus en plus sophistiqués, tout en perfectionnant ses équipements avec l'aide du Bricoleur.
Sous l'impulsion du Sorcier, naissent alors les Terrifics, quatuor anti Fantastiques complété de l'Homme-Sable et Médusa. De nouvelles modifications apportées à l'arsenal de Petruski font de lui le Piégeur.
Une série d'assauts menés contre le Baxter Building met les Fantastiques en difficultés, mais se solde par un échec des Terrifics et de leur emprisonnement, à l'exception de Médusa.
Le Piégeur s'associe par moments avec d'autres vilains tel que Thundra, la Brute ou Electro en remplacement de Médusa pour affronter les héros « urbains », comme Spider-Man ou Daredevil. Mais il a toujours été considéré comme un perdant, ou un vilain de seconde zone.

### Civil War
Durant Civil War, le Piégeur est très vite capturé par Iron Man car il refuse de s'enregistrer. À la fin du conflit, il réapparaît en tant que membre des Terrifics en compagnie de Titania, Klaw, Hydro-Man et du Sorcier. Il reste sous les ordres de ce dernier quand celui-ci rejoint l'Intelligencia.

## Pouvoirs, capacités et équipement
Le Piégeur possède de solides connaissances en chimie et en ingénierie, ce qui lui permet d'élaborer de nombreux pièges. En complément de ses talents, c'est un tireur d'élite doué qui possède également des facilités à se déguiser.
- Le Piégeur se sert d'un équipement hi-tech, dissimulé dans sa combinaison synthétique.
- Son arme principale est un pistolet à colle, intégré parfois à sa combinaison au niveau des poignets. La colle a une faible portée mais durcit rapidement, et selon la consistance voulue, peut devenir dure comme du bois, ou souple comme des lianes.
- Ses bottes et ses gants sécrètent un adhésif et un dissolvant ultra-rapide qui l'aident à grimper facilement aux murs.
- Il utilise parfois d'autres produits chimiques, comme un puissant dissolvant, de l'acide fonctionnant seulement sur les matières non-organiques, ou une poudre rendant les molécules instables inertes. on l'a aussi déjà vu employer des transmetteurs à ultra-son, des disques anti-gravité, et des grenades explosives.

## Apparition dans d'autres médias
- 1978 : Fantastic Four (série TV)
- 2006 : Les Quatre Fantastiques (série) dans l'épisode « Frightful », doublé par Samuel Vincent.
- The Super Hero Squad Show , doublé par Dave Boat.